# Gelotia salax
Gelotia salax är en spindelart som först beskrevs av Tord Tamerlan Teodor Thorell 1877.  Gelotia salax ingår i släktet Gelotia och familjen hoppspindlar. Inga underarter finns listade i Catalogue of Life.